# Sidonops nitida
Sidonops nitida är en svampdjursart som först beskrevs av William Johnson Sollas 1886.  Sidonops nitida ingår i släktet Sidonops och familjen Geodiidae. Inga underarter finns listade i Catalogue of Life.